# Sufragi femení a Andorra

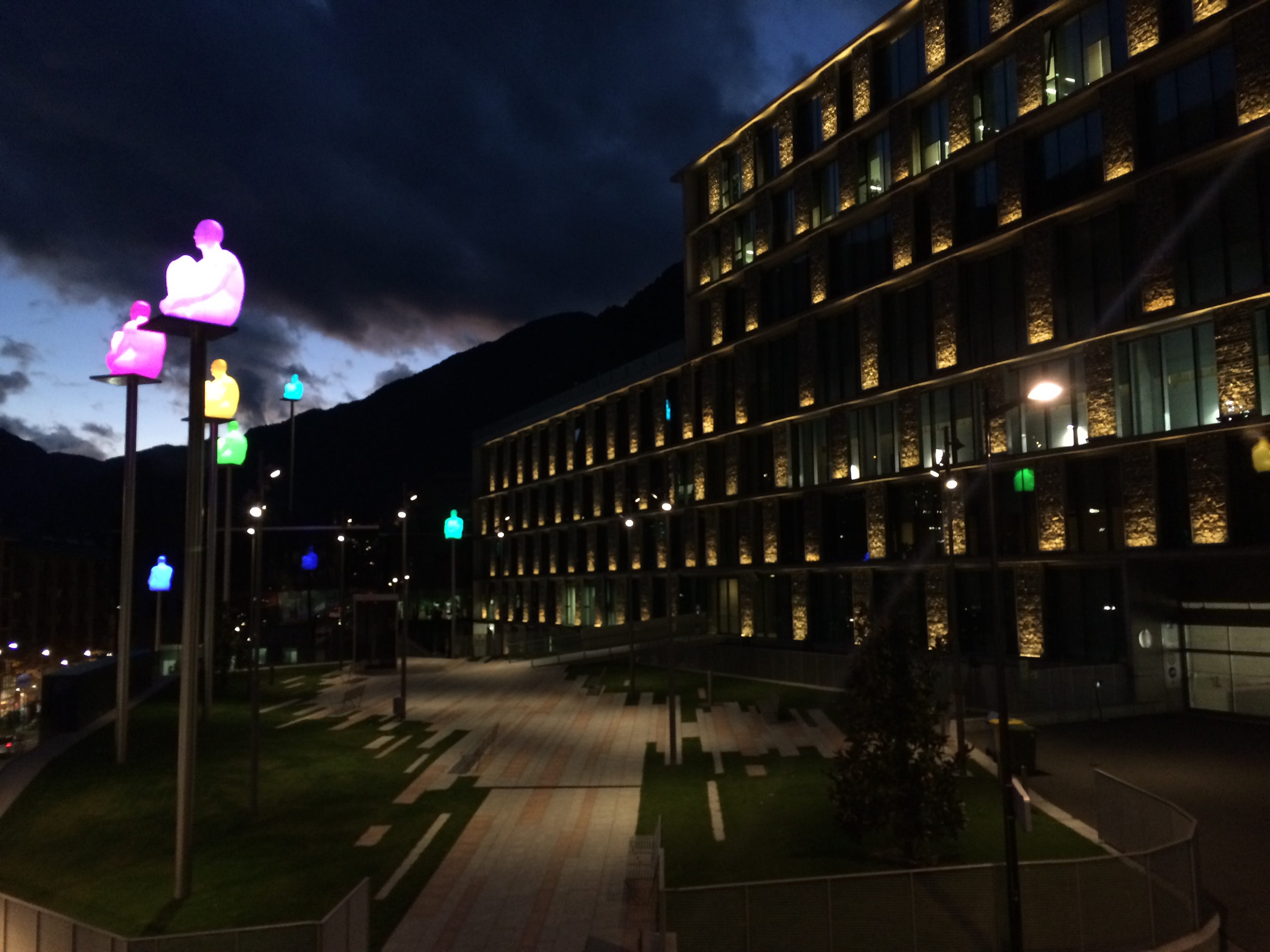
Plaça Lídia Armengol. Situada davant de la Casa de la Vall. És un homenatge a Lídia Armengol i a la dona en general.

El sufragi femení a Andorra va passar per diferents etapes abans de concedir-se. Però finalment s'aconseguí el dret total l'any 1970 gràcies als delegats dels coprínceps.

## Context legal
L'Andorra anterior al 1993 és una Andorra que viu encara sota una legislació feudal. La sobirania era compartida entre dos "coprínceps" originada en la signatura del Pariatge del 1278. El pariatge establia la cosobirania, és a dir, cadascuna de les parts havia de prendre obligatòriament decisions juntament amb l'altra i ho feien sobre el territori que avui anomenem Andorra. El poble andorrà era el seu súbdit i, com a tal, els devien vassallatge. Això es va traduir en el pagament de la quèstia (impost feudal andorrà) que el poble havia de pagar a cadascun dels coprínceps. La figura del copríncep requeia sobre el bisbe de la Seu d'Urgell (Catalunya) i el president de la República Francesa. El Consell General de les Valls és el nom del parlament andorrà. Havia estat creat arran de privilegis feudals cedits al poble durant el medieval. El Consell General compartia el poder legislatiu i executius al mateix temps. Tot i que la sobirania era compartida pels coprínceps, aquests havien autoritzat la sobirania popular mitjançant aquest parlament que tenia poder per manar sobre el poble, però quedava sotmès a l'acció dels coprínceps. Pel fet de ser cosobirans, podien crear delegacions que els representessin i actuessin en nom seu a Andorra. És el cas dels veguers. És en aquest context que es van mobilitzar les dones andorranes perquè s'aprovés el sufragi femení.

## Sufragi masculí

### Revolució del 1933
L'any 1933 esclata una revolució a Andorra. Els protagonistes es fan dir «joves andorrans». Estan farts de la Nova Reforma, de manca de drets laborals i de ser exclosos pel sistema. La Nova Reforma fou el nou sistema d'elecció al Consell General sorgit poc abans de la Revolució del 1881. La del 1881 demanava unes eleccions més representatives i oportunitats econòmiques. La del 1933 també demanava unes eleccions més representatives. La primera va cedir a les reclames populars amb l'anomenada Nova Reforma. Però aquest "reforma" va quedar caduca i ara es volia avançar cap al sufragi universal masculí. Els revolucionaris van prendre el parlament, van tancar-hi els consellers (parlamentaris) i van obligar-los a aprovar el sufragi universal masculí. Els coprínceps van reaccionar-hi per la força i prohibint el sufragi. Va nomenar un nou Consell General que es va negar a prendre el càrrec. La població havia creat una Assemblea Magna que pretenia continuar amb la revolució. Però després d'haver sufocat els rebels, els coprínceps aproven el sufragi universal masculí l'any 1933. Allò que qüestionaven els coprínceps no era pas el sufragi, sinó el fet que la població i el Consell General es comportessin com una nació sobirana. Efectivament, els coprínceps consideraven els andorrans eren un protectorat.

### Segona Guerra Mundial
El gir a la dreta provocat per la Guerra Civil Espanyola i la Segona Guerra Mundial va fer que aquelles fites difícils d'aconseguir fossin revocades, fent un pas enrere gegant en concessions de caràcter molt importants. Així el sufragi universal masculí es va veure suspès. Altres aspectes importants, com ara la llibertat d'expressió també es van veure tocats. La gent tenia por de parlar obertament sobre la guerra o sobre el franquisme. Els bars reflectien perfectament aquesta situació. El país estava representat per un bisbe franquista i un veguer nazi. A més, el Consell General es comportava com un agent controlador. És d'entendre doncs que la gent tingués por de parlar de qualsevol tema dit complicat perquè podia comportar l'expulsió del país. El destí posterior era desconegut. On anar a parar, a la França nazi o a l'Espanya feixista? Així i tot, va haver-hi bars que es van transformar en bastions de militància republicana, com ara l'Hotel Mirador. Els seus propietaris eren republicans refugiats i allà mateix es podia parlar obertament d'allò que no es parlava als altres bars del país.

## Sufragi femení

### El boom econòmic
Com a conseqüència de la Guerra Freda, Andorra va entrar en un boom econòmic de característiques importants. Andorra per la seva situació geogràfica va quedar dins del bloc americà i, per tant, el país va viure les transformacions pròpies d'una societat que camina vers el capitalisme i la posterior globalització. La guerra va engendrar la prohibició de fites democràtiques abans aconseguides a conseqüència del gir a la dreta a Europa. Així el sufragi universal masculí va ser prohibit obligant a tornar al sistema anterior de la Nova Reforma. Els anys 1950 i els 1960 es transformen doncs en els anys de la lluita per recuperar aquests drets, per tenir drets laborals, però també en el segle del "turisme de massa". Si per als Estats Units els anys cinquanta i seixanta són els anys del "somni americà", per a Andorra els anys 1950 i 1960 també són els anys del "somni andorrà". Es podria dir que el país va passar en l'espai de 30 anys a una economia preindustrial a una de postindustrial.

### L'Europa dels 1950 i 1960
L'Europa Occidental dels cinquanta i seixanta era segurament molt capitalista i liberal però en qualsevol cas gens justa. Les minories ètniques eren excloses de la societat, d'igual manera que la dona o els homosexuals. Aconseguir que les dones poguessin votar va ser una tasca dura. Van haver de lluitar molts anys juntament amb les persones de color perquè se'ls reconegués que també són persones i, per tant, que també tenen dret no només al vot, sinó a ser tractades com a tal. És per aquesta raó que les fites aconseguides al principi del segle XX (Finlàndia permet el dret a vot a les dones el 1906 i Noruega el 1913) són considerades com a importantíssimes. El dret a vot va seguir del dret a ser tractades amb igualtat en l'àmbit de la societat als anys 1970. L'ONU només va despenalitzar la discriminació racial l'any 1969 i va caldre a Martin Luther King una lluita aferrissada perquè la discriminació racial fos abolida. Els anys 1950 es van transformar al Regne Unit en el debat de les "sufragistes". És amb aquest nom que es coneix totes aquelles dones que van manifestar-se massivament al carrer pel seu dret a vot. Algunes fins i tot van entrar dins del Parlament o van cremar institucions que consideraven bastions masculins com ara els camps de golf.

### Les sufragistes andorranes
Andorra tampoc va quedar al marge d'aquests moviments. El mes de maig del 1967 tot un grup de dones van fer una crida a la signatura d'una súplica que després havia de ser entregada al Consell General perquè el parlament els cedís el dret a vot, així com el dret a ser elegides. Van aconseguir un total de 378 signatures de dones majors de 25 anys, és a dir, amb dret a signar. El Consell General només va respondre a la iniciativa el 4 de juliol del 1969, és a dir, dos anys després de la presentació de la sol·licitud. I és que aleshores les dones no tenien veu ni dret a opinar sobre elles mateixes a Andorra. Segons pot explicar el president del Consell de Residents Espanyola a Andorra, "aleshores [les dones] havien de suportar que els seus familiars barons, pares o marits, parlessin d'elles". El decret del Consell General informava de dos punts. Primerament, reconeixia el dret a les dones de poder votar en igualtat de condicions que els homes (10 vots a favor, 8 en contra i 1 abstenció) però, en segon lloc, vetava el dret que tenien de poder ser elegides (12 vots a favor, 6 en contra i 1 abstenció). Si bé van aconseguir una part d'allò que pretenien, caldrà esperar-se al 14 d'abril del 1970, coincidint amb l'inici dels moviments feministes d'arreu dels països europeus capitalistes, perquè els delegats dels coprínceps decretessin que "totes les dones en possessió de la ciutadania andorrana plena tindran dret a vot, en igualtat de condicions que els homes". Cal dir que França va aprovar el dret femení a vot uns quants anys enrere (1944), mentre que Andorra prohibia l'any 1941 el sufragi universal masculí. Aquest no va estar exempt de polèmiques, ja que l'any 1945, en acabar la Segona Guerra Mundial, el nou president de França i, per tant, també copríncep d'Andorra va revocar el Consell General que va sortir de les eleccions del mateix any. Andorra, en tenir dos coprínceps sobirans veia com aquests actuaven sense permís, però cal dir que el 1945 va ser per una cosa positiva. La revocació va ser deguda al fet que De Gaulle considerava que el nou parlament no era representatiu de la població, ja que es va emparar en la Nova Reforma i, mitjançant decret, va restablir també el sufragi universal masculí.
Finalment el 24 de maig del 1973 el Consell General va acordar el reconeixement del dret a elegibilitat a les dones andorranes, això sí, després d'un llarg procés reivindicatiu de més de 40 anys. Des d'aleshores han ocupat el càrrec institucional de consellers generals 219 homes davant de 37 dones. Tanmateix, a les eleccions del 3 d'abril del 2011 per primera vegada a la història de la petita nació europea, les dones superaven en nombre els escons dels homes dins l'hemicicle (15 dones i 13 homes). És per aquesta raó que el 2011 el Consell General feia una crida perquè assistissin un màxim de les 378 dones que van signar la súplica a l'homenatge que se'ls volia retre. Precisament, aquell any se celebraven 40 anys del decret del 1970. L'any següent, un informe anual que elabora la Inter-Parlamentary Union (IPU), organisme col·laborador amb les Nacions Unides, situava el Consell General com el segon parlament del món amb més presència de dones. El 50% de paritat entre consellers i conselleres de la institució andorrana només era superat per Ruanda. El país africà tenia un percentatge del 56,3% de dones parlamentàries en relació als homes. I és que s'ha de dir que aquesta igualtat s'ha aconseguit, a més a més, de manera esporàdica i sense la presència de cap llei reguladora, com sí que existeix en altres països.

## L'Andorra actual

### La Constitució del 1993
Gràcies a la Constitució del 1993 la sobirania va passar al poble i d'ençà el poble va deixar de ser un protectorat. Els coprínceps ja no tenen cap mena d'acció sobre la política del país i exerceixen pràcticament el rol de copríncep en tant que tradició i símbol de la història del país. A més, la Constitució estableix que no es pot discriminar per raó de sexe i aprova íntegrament el text de la Declaració de Drets Humans.

### Drets de les dones
Tot i aquest avenç d'anys anteriors la societat andorrana del segle XXI segueix tenint mancances. La dona segueix sent discriminada en l'àmbit laboral (a Andorra el sou d'un home és superior al d'una dona en 38,8% el 2012), de l'esport (la presència de l'home en el futbol és molt més forta i present mediàticament en comparació a la femenina), etc. L'any 2010, per exemple, a Andorra es van atendre uns 200 casos de violència masclista. D'aquestes, el 75 % pateix violència física. Des del 2006, només, Andorra disposa d'un servei d'atenció a aquests casos i segons les estadístiques s'han atès des del 2006 al 2011 uns 468 casos. Segons publicava el 2007 el diari espanyol El País, al món només 23 països sabien amb certesa quantes dones moren per violència masclista. Dels que sí que hi ha estadístiques, Suïssa o Finlàndia serien els països amb índexs més baixos. Així doncs és evident que aquest àmbit encara ha de millorar tant a Andorra com a les resta de països.
Per tal d'homenatjar les dones que van presentar la súplica durant els 1960, el Consell General va inaugurar al 8 de març del 2011 la Plaça Lídia Armengol situada just per sobre la Sala Àgora (local per a la gent gran del país), al costat dels nous locals del Comú d'Andorra la Vella i davant de la Casa de la Vall, seu del Consell General. Pepita Aguilar, Quima Calvó i Angelina Mas són els noms de les darreres dones que queden en vida d'aquelles 378 que van iniciar el procés per a la igualtat. L'acte va servir per deixar palès que “a la pràctica les dones encara es troben amb moltes dificultats”. Lídia Armengol Vila, que dona nom a la plaça, fou historiadora, investigadora, lingüista i política. És de les dones més recordades a Andorra per la seva contribució en la creació de les primeres escoles andorranes així com la seva contribució ferma perquè el país es dotés d'una constitució. Va morir tan sols amb 43 anys al 1991 i la família mateixa va agrair que s'hagués pensat en ella a l'hora de crear una plaça que ara és també l'homenatge a la dona. Rosa Ferrer, excònsol d'Andorra la Vella, considera la Lídia Armengol com una persona tenaç, constant, pacient i amb caràcter combatiu. L'excònsol també diu que és gràcies a ella que ha pogut gaudir del càrrec de cònsol i que si encara estigués vivia el càrrec seria per la Lídia.